# Лак-ла-Біш (Альберта)

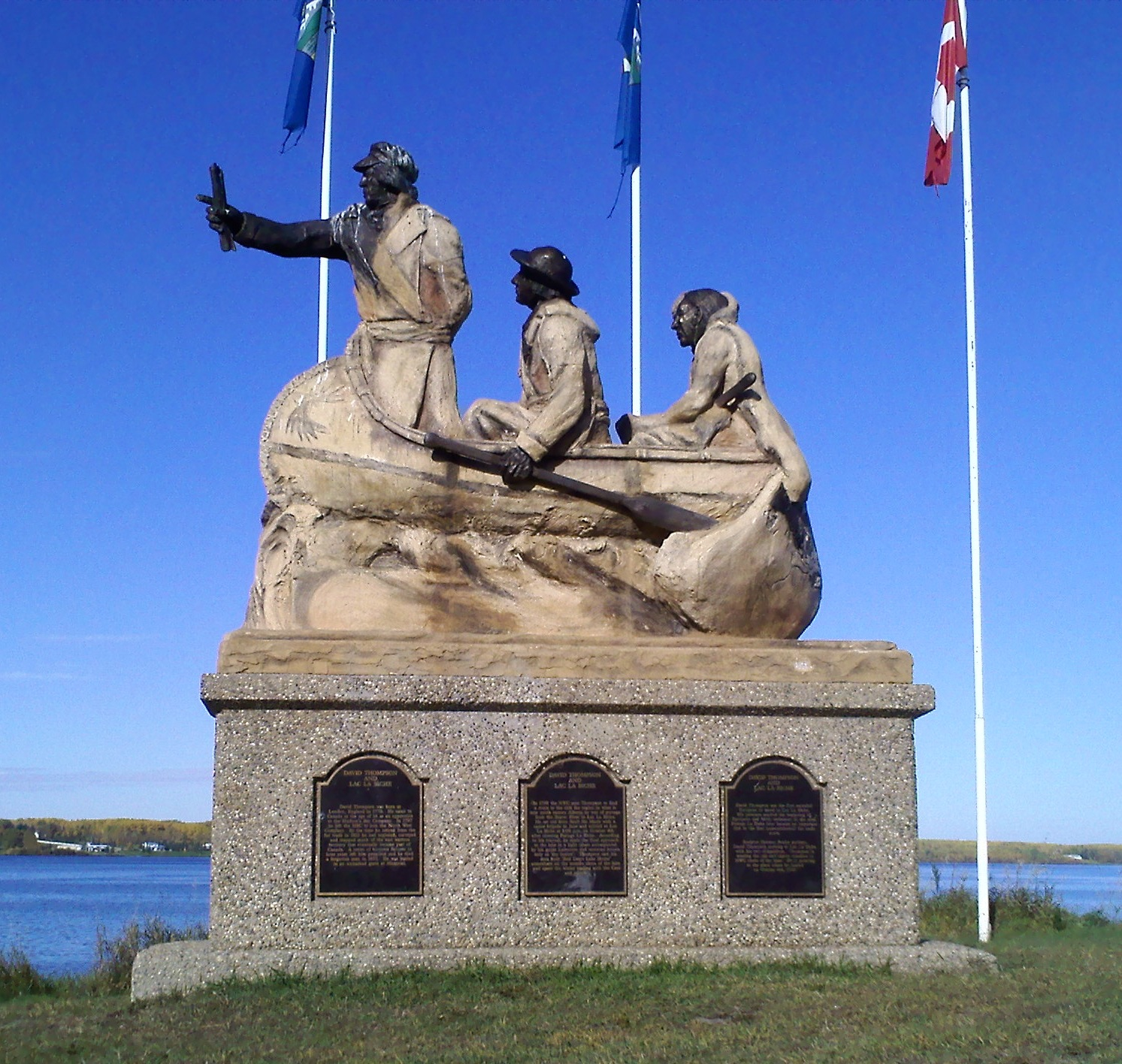
Пам'ятник Девіду Томпсону і двом його провідникам на березі озера Лак-ла-Біш

Лак-ла-Біш (фр. Lac la Biche) — озеро в канадській провінції Альберта. Над озером містечко Лак-ла-Біш.